# Aul

Příkladem velkého aulu je Kubači v Dagestánu (fotografie před rokem 1899)

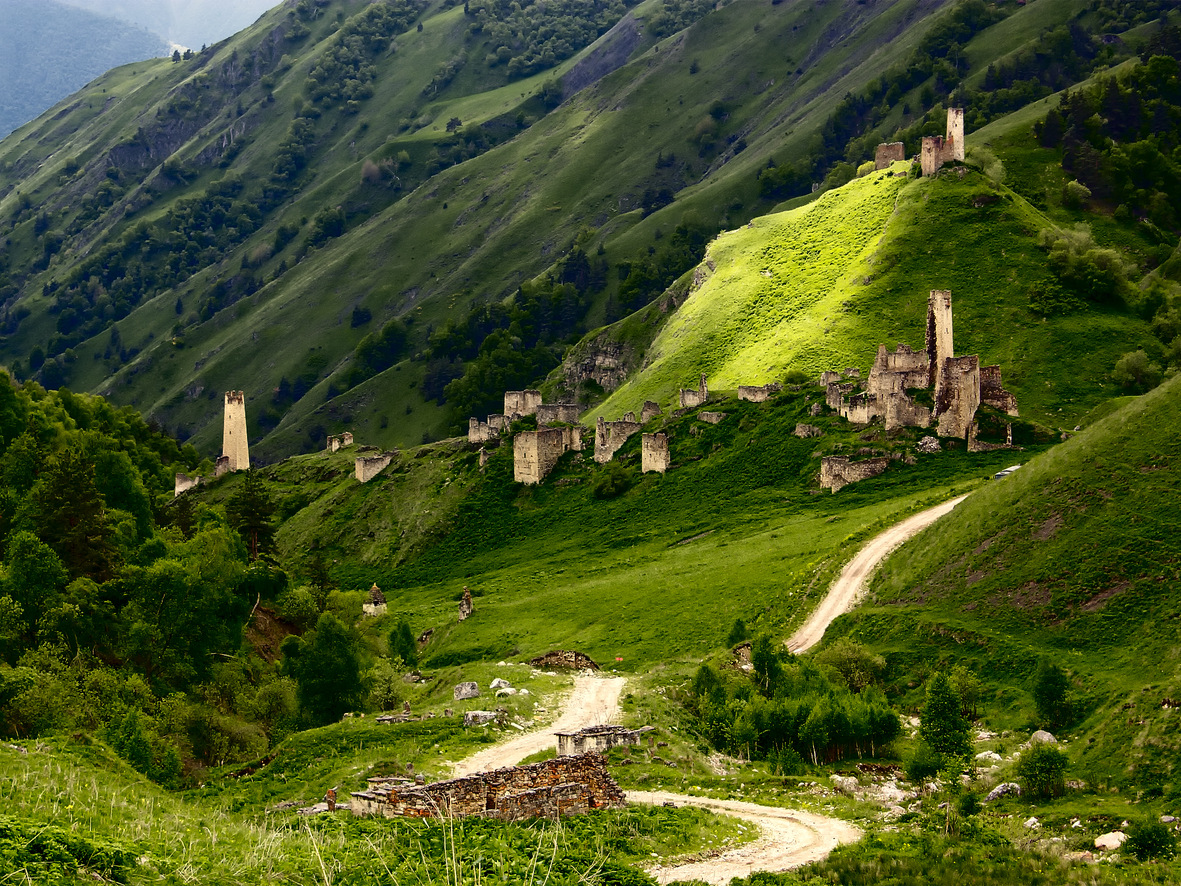
Aul s obrannými věžemi v Ingušsku

Aul (rusky аул, turkicky awıl, čečensky oil, baškirsky auyl, kalmycky eel, krymskotatarsky avul, mongolsky ajl, tatarsky avyl, čuvašsky jal, kyrgyzsky ajyl, nogajsky avyl, tuvimsky aal) je označení pro vesnici nebo osídlení na Středním východě a na Kavkaze. Auly ve Svanetii (v Gruzii), s jejich zřetelnými středověkými věžemi, byly zapsány na seznam Světového dědictví UNESCO. Srovnatelné věže lze nalézt jinde na Kavkaze, například v Ingušsku nebo Čečensku.

## Původ slova

### Obydlí kočovníků
Slovo aul je turkického původu. Zpočátku bylo tímto výrazem označováno mobilní obydlí kočovných národů, skládající se z přenosných jurt. Jelikož takový aul sloužil jako obydlí několika generacím a dalším příbuzným jedné rodiny, používal se tento výraz i pro označení širšího rodu kočovníků. Počet jurt v kočovnickém aulu byl dán početností příbuzenstva - od 2 - 3 jurt v případě nejmenších rodin, až po několik set u nejrozvětvenějších rodů.
Během období stěhování národů v prvním tisíciletí n. l. docházelo ke smíšení různých národnostních skupin a kultur. Na jedné straně docházeli k "turkizaci" národů, žijících na Kavkaze a ve východní Evropě, na straně druhé příslušníci původně kočovných kmenů a národnostních skupin postupně přejímali usedlý způsob života a mísili se s původním obyvatelstvem. Tak také došlo k tomu, že slovo aul začalo být používáno jako označení trvalých sídel, často pevnostního charakteru, v celé oblasti Kavkazu, kde byl turkický vliv obzvláště silný.

### Kavkazské auly

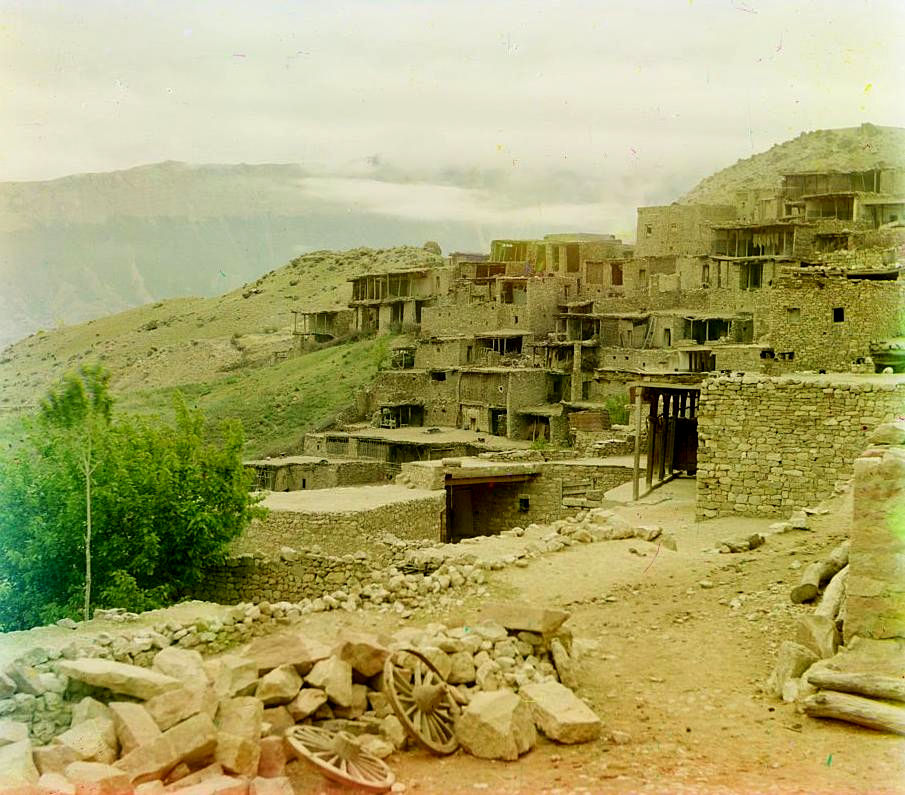
Gunib, aul v Dagestánu, foto od Sergeje Prokudina-Gorského z let 1905 až 1915.

Na severním Kavkaze slovanské obyvatelstvo tradičně jako aul nazývá všechny osady venkovského typu s nekřesťanským obyvatelstvem. Podle OKATO je aulem nazýváno vesnické osídlení s čerkesským, abazinským a nogajským obyvatelstvem v Adygejsku, Krasnodarském kraji a Karačajsko-Čerkesku. V dalších republikách regionu, ale i ve Stavropolském kraji Ruské federace se osady oficiálně nazývají vesnicí, ale v každodenním životě se jim říká auly.
Opevněné auly jsou postaveny z kamenů s cílem poskytnout ochranu proti nečekaným útokům. Domy jsou obvykle dvě patra vysoké, a jsou uspořádány, aby bylo pro nepřátele nebyly přístupné nikdy z cesty. Domy jsou orientovány tak, aby v zimě využívaly jižní aspekt slunce a mají být chráněné před severními větry. Naopak často nejsou umístěny v blízkosti dobré zemědělské půdy nebo vodních zdrojů, a proto je nutné přinést vodu do osady.
V 19. století, když Rusko bojovalo na Kavkaze, auly byly velmi impozantní. Mnoho slavných aulů je v Čečensku, které Rusové nemohli dobýt.